# 長者屋敷遺跡 (磐田市)

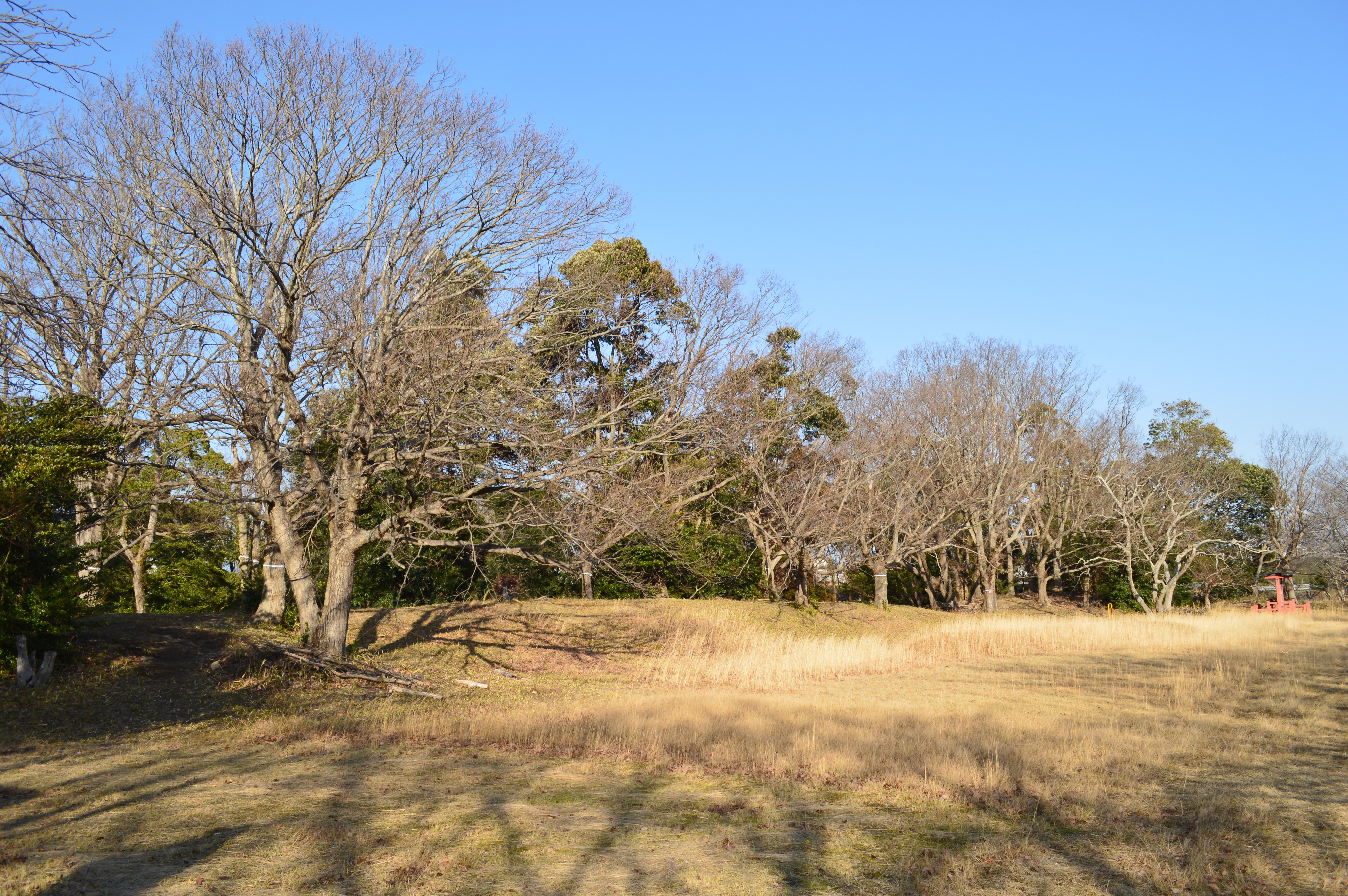
長者屋敷遺跡 南面概観

長者屋敷遺跡（ちょうじゃやしきいせき）は、静岡県磐田市寺谷にある奈良時代の遺跡。静岡県指定史跡に指定されている。

## 概要

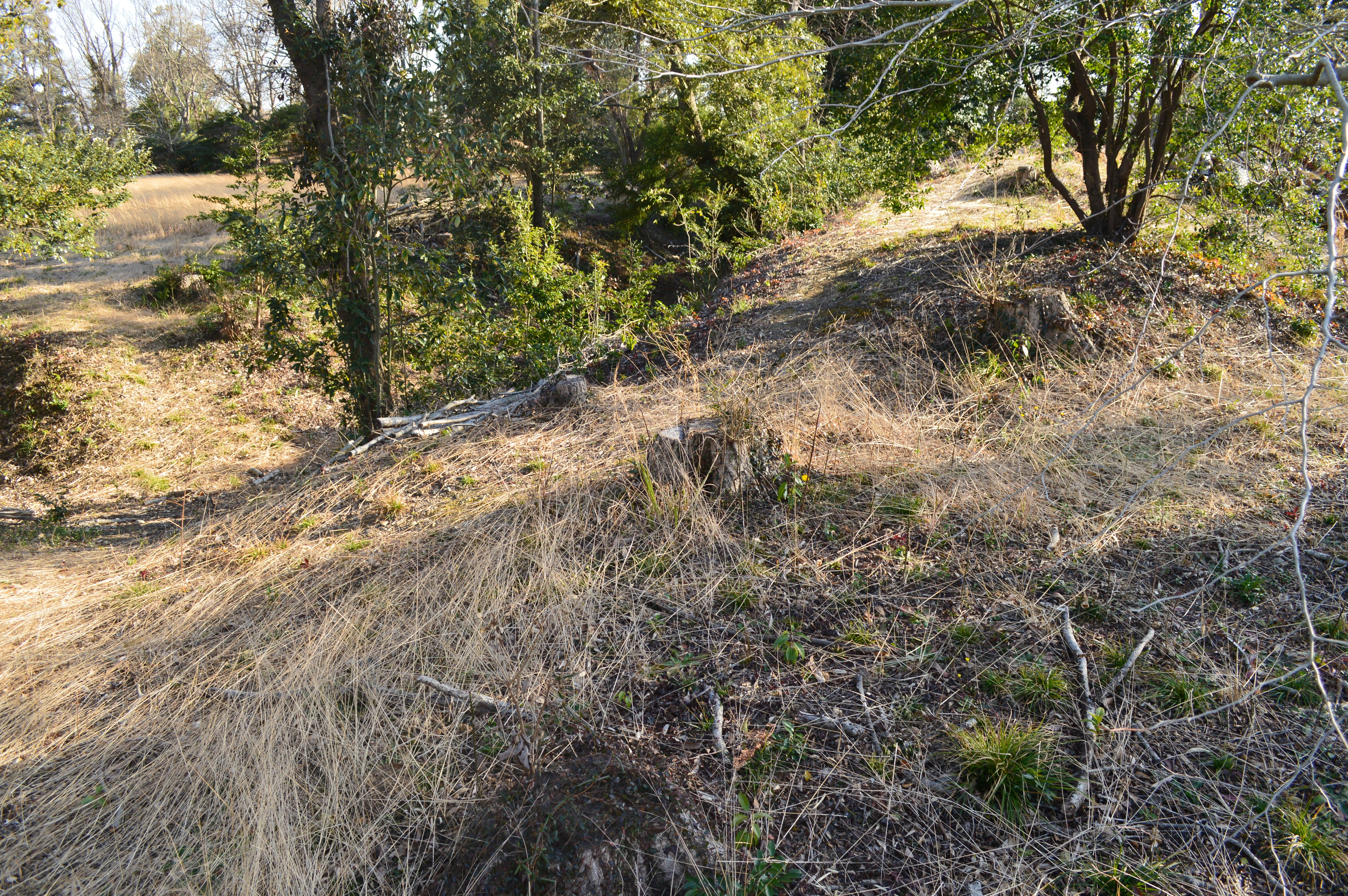
北西隅付近右に土塁、左に濠、左端に内側区画。

静岡県西部、天竜川東岸の磐田原台地西縁付近に位置する。古くから長方形の土塁区画として存在が知られており、遺跡名は長者伝説から「長者屋敷」と呼称されたことに由来する。1969年（昭和44年）・1977年（昭和52年）に発掘調査が実施されている。
土塁の規模は、東西約100メートル・南北約60メートルを測る。土塁は盛土によって構築され、底幅約10メートル・上部幅約3メートル・高さ約3メートルを測る。南面中央・北東隅の2ヶ所では土塁が途切れているため出入り口と想定されるほか、南西隅では古墳（長者屋敷1号墳、直径15メートルの円墳、古墳時代後期）が墳丘ごと土塁に取り込まれている。全体的に土塁の内側には濠が巡らされているが、特に南面のみは土塁の外側にも濠と土塁跡が認められており2重構造をなす。土塁区画の内側には複数の建物跡が認められており、建物の全体規模が判明した1棟は南北16.5メートル・東西5.5メートル・柱間約2メートルという当時としては非常に大型の掘立柱建物になる。出土土器のほとんどは古墳時代後期-奈良時代の須恵器であるが、主には奈良時代の7世紀-8世紀代に営まれたと推定される。ただしその性格には謎が多く、地方官衙跡または地方豪族の居館跡と推測されるが詳らかでない。
遺跡域は1979年（昭和54年）に静岡県指定史跡に指定されている。

## 遺跡歴
- 1969年（昭和44年）、寺谷浄水場の建設に伴う発掘調査[1]。
- 1977年（昭和52年）、発掘調査[1]。
- 1979年（昭和54年）11月19日、静岡県指定史跡に指定[2]。

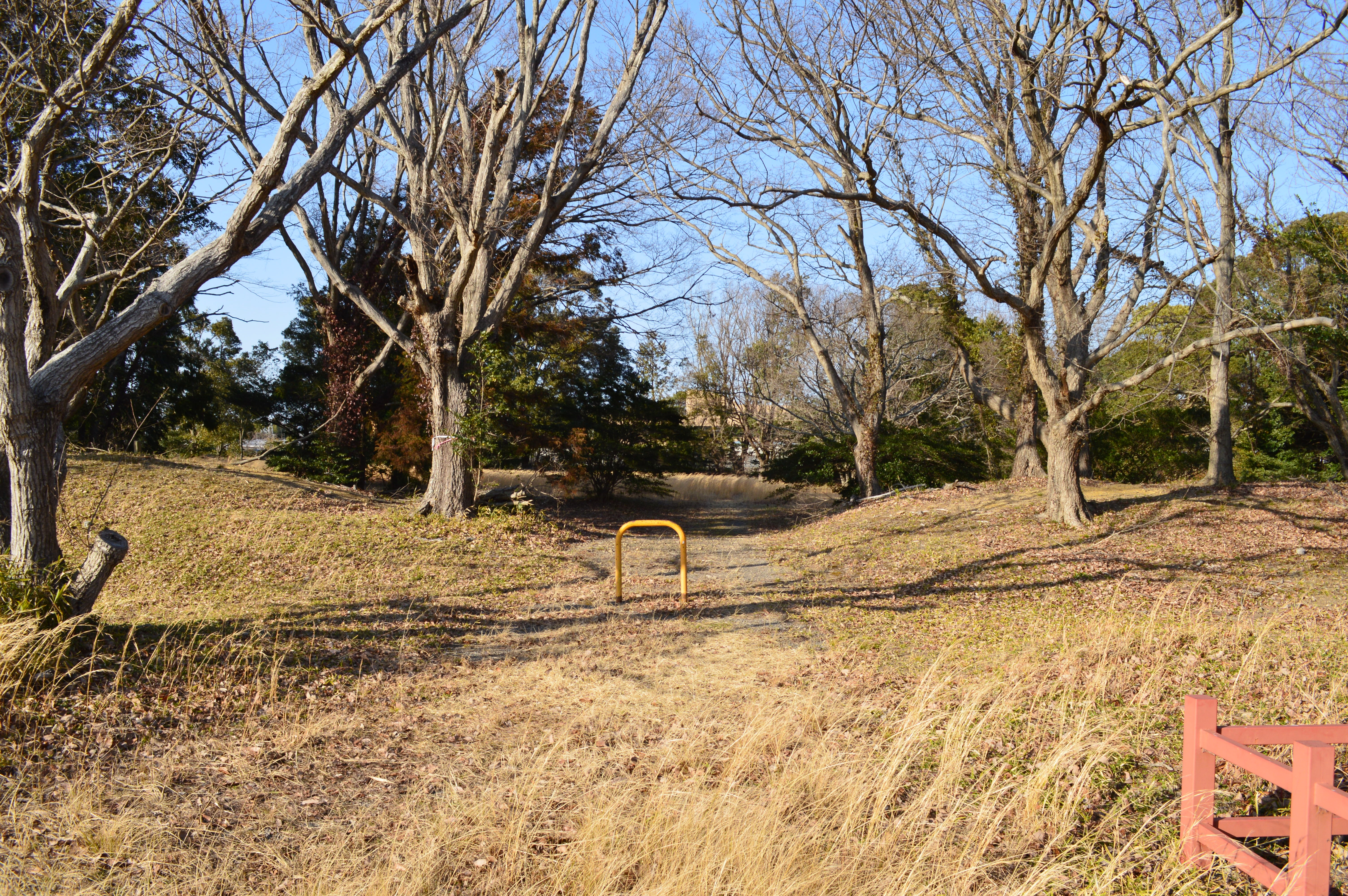
南面中央（出入り口か）
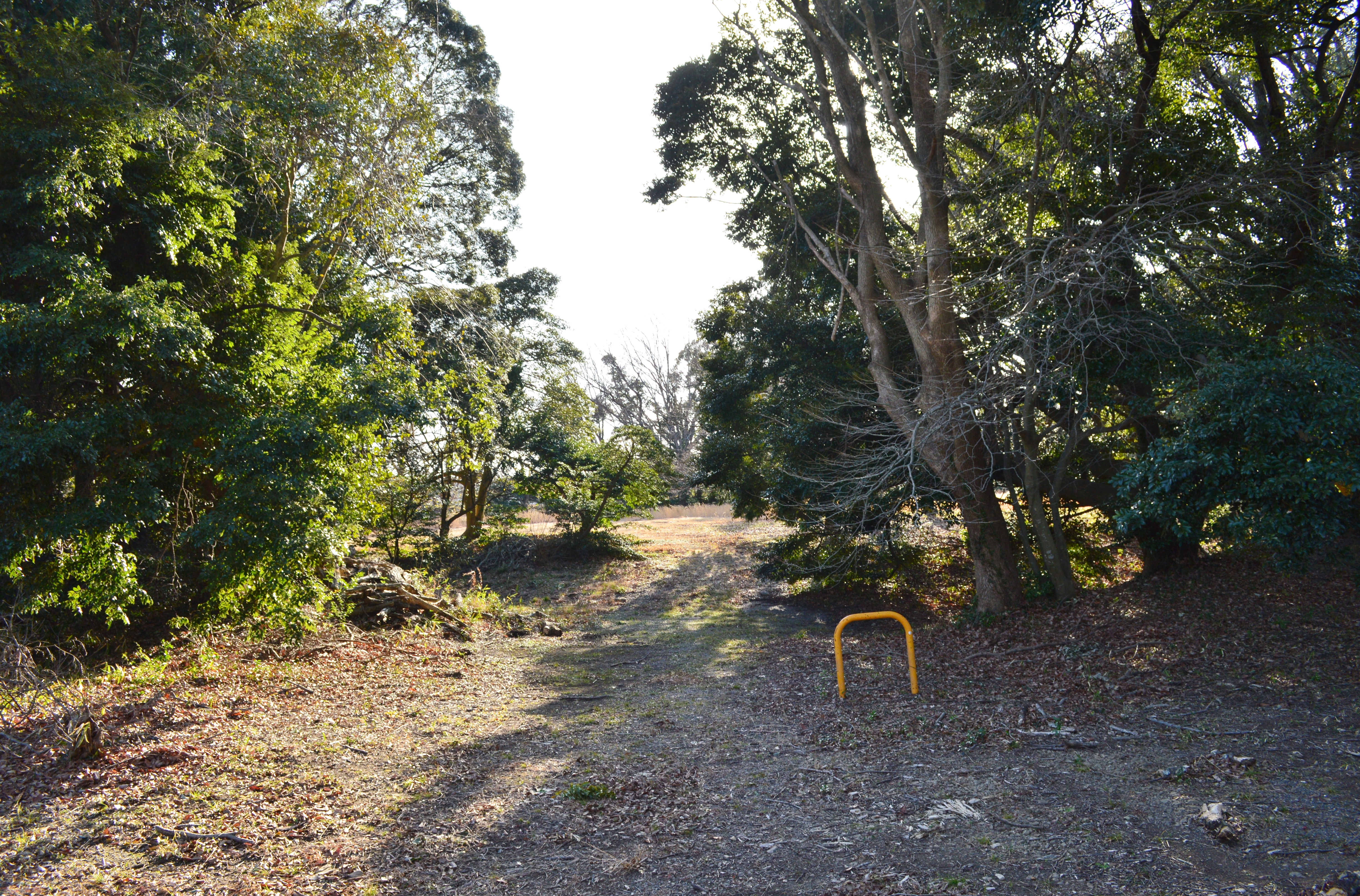
北東隅（出入り口か）
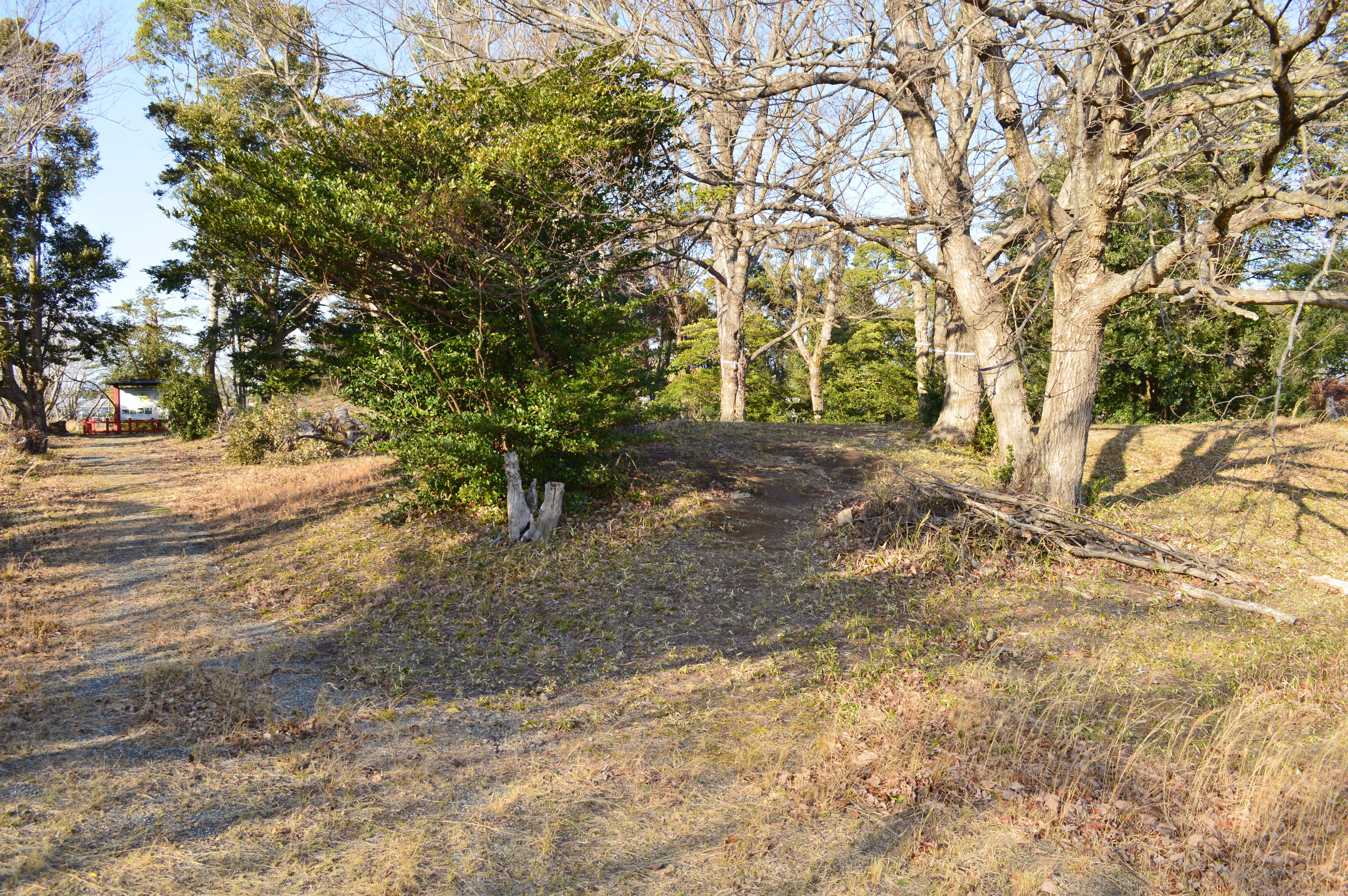
南西隅の長者屋敷1号墳

## 文化財

### 静岡県指定文化財
- 史跡
  - 長者屋敷遺跡 - 1979年（昭和54年）11月19日指定[2]。